# Sikkativ
Sikkativ er en betegnelse for forskellige stoffer, der benyttes som tilsætning til fernis og oliefarve for at fremskynde disses tørring. Denne skyldes en oxidering, og sikkativet virker som en katalysator ved overførslen af luftens ilt.
Som sikkativ bruges hovedsageligt salte af forskellige fedtsyrer eller harpikssyre (abietinsyre, kolofonium) med bly, mangan og cobalt, og særligt hurtigvirkende er sikkativer, der både indeholder bly og mangan.